# Beach basket
Il beach basket (o beach basketball, in inglese) è uno sport di squadra dove 2 squadre cercano di segnare più canestri possibili nel canestro avversario. È una derivazione del classico sport della pallacanestro, ma è giocato sulla sabbia invece che in un palazzetto. È stato inventato negli Stati Uniti d'America da Philip Bryant.
Beach basket è giocato in un campo circolare senza specchio al canestro e senza regole di limiti del campo, il movimento della palla deve essere fatta con passaggi o due passi e mezzo, essendo il palleggio praticamente impossibile sulla sabbia.

## Caratteristiche
- Ogni squadra è composta da 4 giocatori (di cui 3 in campo) più una riserva.
- Le palle sono di nylon e sono più leggere di quelle della pallacanestro.
- Gli alley-oop valgono 4 punti.[senza fonte]